# El caco Bonifacio
El caco Bonifacio es una serie de historietas humorísticas creada por el dibujante Enrich para la revista Tío Vivo en 1957.

## Trayectoria editorial
Enrich había publicado un antecedente de este personaje en la revista "Chicolino" (1951) de Editorial Símbolo, con el título de El caco delito. Seis años después, el caco Bonifacio nació como chiste de una sola viñeta en la contraportada de la revista Tío Vivo, publicada por la editorial independiente D.E.R. (Dibujantes Españoles Reunidos). Posteriormente, el chiste inicial se transformó en una historieta completa de una página. Cuando el semanario Tío Vivo fue adquirido por Editorial Bruguera, El caco Bonifacio continuó publicándose, y permaneció en sus páginas por espacio de dos décadas.

## Argumento y personajes
El protagonista de la serie es el personaje homónimo, Bonifacio, ladrón de profesión pero paradójicamente honrado, bonachón y hasta cándido. Alto y llamativamente cabezón, lleva el uniforme de su "oficio": gorra, antifaz y pañuelo anudado al cuello. Sus actividades le llevan con frecuencia a la cárcel, o, peor aún, termina siendo engañado por sus supuestas víctimas.
Otro personaje de la serie es el también ladrón Pancracio, que hace de contrapunto a Bonifacio. Es un hombre bajito que solo se preocupa por robar a los demás, no como el propio Bonifacio. A menudo engatusa al susodicho Bonifacio para que le ayude a robar.

## Importancia del personaje
El personaje obtuvo una gran importancia durante la época en la que TioVivo fue comprada por Bruguera. Es tal su fama que se llegó a realizar algunos relojes con la cara de varios personajes Bruguerianos, entre ellos la del caco Bonifacio (obviamente eran para el público infantil).
Cuando se dejó de publicar, el personaje cayó en el olvido. Nunca se realizaron recopilatorios del personaje, debido a que los Olés llegaron unos años después de la desaparición de la serie. Con la colección de clásicos del humor de RBA las páginas del personaje fueron recopiladas y volvieron a tener cierta fama.
Tal fue la importancia de este recopilatorio para algunos que el propio fanzinero "Bonifacio" se puso ese pseudónimo homenajeando al personaje (aún lleva ese nombre artístico).
El nombre del personaje con el prefijo 'Caco' alude al dios romano Caco, cuyo nombre en español es sinónimo de ladrón.